# Спиридонова, Александра Ефимовна
Александра Ефимовна Спиридонова (28 марта 1925 — 6 сентября 2002) — передовик советского сельского хозяйства, птичница Боровской птицефабрики Тюменского района Тюменской области, Герой Социалистического Труда (1966).

## Биография
Родилась в 1925 году в деревне Весёлая Грива, ныне Нижнетавдинского района Тюменской области в русской семье.
В 1938 году завершила обучение в начальной школе. Стала работать разнорабочей в колхозе. В годы Великой Отечественной войны пришлось осваивать тяжёлый мужской труд. В 1942 году окончив курсы трактористов, стала работать на тракторе в совхозе «Спасский».
С 1948 года трудилась трактористкой в лесной промышленности на Миасском, Черепаново-Тукманском и Октябрьском лесоучастках.
С 1 августа 1961 года работала цыплятницей на Тюменской птицефабрике. Приняла приглашение работать на Боровской птицефабрике в Тюменском районе. Почти двадцать лет трудилась на этой птицеферме. Довела численность групп до 12000 птиц. За свою трудовую деятельность вырастила свыше 2 миллионов цыплят.
Указом Президиума Верховного Совета СССР от 22 марта 1966 года за получение высоких результатов в сельском хозяйстве и рекордные показатели в птицеводстве Александре Ефимовне Спиридоновой было присвоено звание Героя Социалистического Труда с вручением ордена Ленина и медали «Серп и Молот».
Продолжала работать на ферме. Избиралась депутатом Боровского поселкового совета. С марта 1980 года на пенсии.
Проживала в посёлке Боровский. Умерла 6 сентября 2002 года.

## Награды
За трудовые успехи была удостоена:
- золотая звезда «Серп и Молот» (22.03.1966)
- орден Ленина (22.03.1966)
- Медаль «За доблестный труд в Великой Отечественной войне 1941—1945 гг.»
- другие медали.